# القصة المستقيمة
القصة المستقيمة (بالإنجليزية: The Straight Story)‏ هو فيلم دراما طريق سيرة ذاتية من إخراج ديفيد لينش. وإنتاج وتحرير ماري سويني، والتي شاركت أيضًا في كتابة السيناريو مع جون إي روش. وهو مبني على القصة الحقيقية لرحلة آلفين ستريت عام 1994 من آيوا إلى ويسكونسن على جزازة العشب.

## القصة
آلفين ستريت هو أحد المحاربين القدامى المسنين من الحرب العالمية الثانية، يعيش مع ابنته. عندما يسمع أن شقيقه المنفصل عنه منذ عشرة سنوات، أصيب بسكتة دماغية، يقرر آلفين زيارته على أمل أن يصلح خطئه قبل وفاته. نظرًا لأن ساقي آلفين وعينيه معوقتان بشدة بحيث لا يمكنه الحصول على رخصة قيادة، فيقرر ربط مقطورة بجزازة عشب من نوع جون ديري 110 التي اشتراها مؤخرًا، وتبلغ سرعتها القصوى حوالي 5 أميال في الساعة (2.2 متر في الثانية؛ 8.0 كم في الساعة)، وينطلق في رحلة بطول 240 ميلاً (390 كم) من لورينز، أيوا، إلى ماونت زيون، ويسكونسن.

## الممثلون
- ريتشارد فارنسورث، في دور آلفين ستريت.
- سيسي سبيسك، في دور روز ستريت.
- هاري دين ستانتون، في دور لايل ستريت.
- إيفرت ماكجيل، في دور توم.
- جون فارلي، في دور ثورفالد أولسن.
- كيفن فارلي، في دور هارالد أولسن.
- جين جالواي، هيتز في دور دوروثي.
- جوزيف كاربنتر، في دور باد.
- دونالد ويجرت في دور سيج.
- إد جرينان في دور بيت.
- جاك والش، في دور أبل.
- جيمس كادا، في دور داني ريوردان.
- ويلي هاركر، في دور فيرلين هيلر.
- أناستازيا ويب، بدور كريستال (المسافرة الهاربة).
- باربرا روبرتسون، في دور امرأة الغزلان.
- جون لوردان، في دور الكاهن.
- دان فلانري، في دور الدكتور جيبونز.

## الجوائز والترشيحات
الفيلم حصل على الجوائز والترشيحات التالية:
| قائمة الجوائز والترشيحات                        | قائمة الجوائز والترشيحات                | قائمة الجوائز والترشيحات | قائمة الجوائز والترشيحات | قائمة الجوائز والترشيحات |
| الجائزة / المهرجان                              | النوع                                   | المستلم                  | النتيجة                  | مرجع                     |
| ----------------------------------------------- | --------------------------------------- | ------------------------ | ------------------------ | ------------------------ |
| جوائز الأوسكار                                  | أفضل ممثل                               | ريتشارد فارنسورث         | رُشِّح                      | [ 19 ]                   |
| جائزة بوديل                                     | أفضل فيلم أمريكي                        | ديفيد لينش               | فوز                      | [ 20 ]                   |
| جوائز السينما المستقلة البريطانية               | أفضل فيلم عالمي - ناطق بالانجليزية      |                          | فوز                      | [ 21 ]                   |
| دفاتر السينما                                   | أفضل 10 أفلام سنوية                     |                          | المركز 8                 | [ 22 ]                   |
| المهرجان السينمائي الدولي لفن التصوير السينمائي | جائز الضفدع الضهبي                      | فريدي فرانسيس            | رُشِّح                      | [ 23 ]                   |
| مهرجان كان السينمائي 1999                       | السعفة الذهبية                          | ديفيد لينش               | رُشِّح                      | [ 24 ]                   |
| جوائز جمعية نقاد السينما في شيكاغو              | افضل صورة                               |                          | رُشِّح                      | [ 25 ]                   |
| جوائز جمعية نقاد السينما في شيكاغو              | افضل ممثل                               | ريتشارد فارنسورث         | رُشِّح                      | [ 25 ]                   |
| جوائز جمعية نقاد السينما في شيكاغو              | افضل مخرج                               | ديفيد لينش               | رُشِّح                      | [ 25 ]                   |
| جوائز الأفلام الأوروبية                         | جائزة الشاشة الدولية                    | ديفيد لينش               | فوز                      | [ 26 ]                   |
| مهرجان فورت لودرديل السينمائي الدولي            | جائزة لجنة التحكيم لأفضل ممثل           | ريتشارد فارنسورث         | فوز                      | [ 27 ]                   |
| جوائز الغولدن غلوب                              | أفضل ممثل - فيلم دراما                  | ريتشارد فارنسورث         | رُشِّح                      | [ 28 ]                   |
| جوائز الغولدن غلوب                              | أفضل موسيقى تصويرية                     | أنجيلو بادلامينتي        | رُشِّح                      | [ 28 ]                   |
| جائزة الخنفساء الذهبية                          | أفضل فيلم أجنبي                         |                          | رُشِّح                      |                          |
| جائزة هيومانيتاس                                | فئة الأفلام الروائية                    | جون روتش، ماري سويني     | رُشِّح                      | [ 29 ]                   |
| جوائز الروح المستقلة                            | أفضل ممثل رئيسي                         | ريتشارد فارنسورث         | فوز                      | [ 30 ]                   |
| جوائز الروح المستقلة                            | أفضل ميزة                               | جون روتش، ماري سويني     | رُشِّح                      | [ 30 ]                   |
| جوائز الروح المستقلة                            | افضل مخرج                               | ديفيد لينش               | رُشِّح                      | [ 30 ]                   |
| جوائز الروح المستقلة                            | أفضل سيناريو أول                        | جون روتش، ماري سويني     | رُشِّح                      | [ 30 ]                   |
| جوائز جمعية نقاد السينما في لوس أنجلوس          | افضل ممثل                               | ريتشارد فارنسورث         | المركز 2                 | [ 31 ]                   |
| جوائز المجلس الوطني للمراجعة                    | أفضل عشرة أفلام                         |                          | فوز                      | [ 32 ]                   |
| جوائز الجمعية الوطنية لنقاد السينما             | أفضل تصوير سينمائي                      | فريدي فرانسيس            | رُشِّح                      |                          |
| جوائز دائرة نقاد السينما في نيويورك             | افضل ممثل                               | ريتشارد فارنسورث         | فوز                      | [ 33 ]                   |
| جوائز دائرة نقاد السينما في نيويورك             | أفضل مصور سينمائي                       | فريدي فرانسيس            | فوز                      | [ 33 ]                   |
| جوائز دائرة نقاد السينما في نيويورك             | افضل مخرج                               | ديفيد لينش               | رُشِّح                      | [ 33 ]                   |
| جوائز دائرة نقاد السينما في نيويورك             | افضل فيلم                               |                          | رُشِّح                      | [ 33 ]                   |
| رابطة السينما والتلفزيون على الإنترنت           | أفضل كتابة، سيناريو مكتوب مباشرة للشاشة | جون روتش، ماري سويني     | رُشِّح                      | [ 34 ]                   |
| رابطة السينما والتلفزيون على الإنترنت           | أفضل سيناريو أول                        | جون روتش، ماري سويني     | رُشِّح                      | [ 34 ]                   |
| جوائز جمعية نقاد السينما عبر الإنترنت           | أفضل عشرة أفلام لهذا العام              |                          | المركز 7                 | [ 35 ]                   |
| جوائز جمعية نقاد السينما عبر الإنترنت           | افضل ممثل                               | ريتشارد فارنسورث         | رُشِّح                      | [ 35 ]                   |
| جوائز جمعية نقاد السينما عبر الإنترنت           | أفضل موسيقى تصويرية أصلية               | أنجيلو بادالامينتي       | رُشِّح                      | [ 35 ]                   |
| جوائز جمعية نقاد السينما عبر الإنترنت           | أفضل تصوير سينمائي                      | فريدي فرانسيس            | رُشِّح                      | [ 35 ]                   |
| جوائز الأقمار الصناعية                          | أفضل أداء لممثل في فيلم درامي           | ريتشارد فارنسورث         | رُشِّح                      | [ 36 ]                   |
| جوائز الأقمار الصناعية                          | أفضل أداء لممثلة في دور مساعد في دراما  | سيسي سبيسك               | رُشِّح                      | [ 36 ]                   |
| استطلاع ذا فيليج فويس                           | أفضل فيلم                               |                          | المركز 7                 | [ 37 ]                   |

## روابط خارجية
- القصة المستقيمة على موقع IMDb (الإنجليزية)
- القصة المستقيمة على موقع ميتاكريتيك (الإنجليزية)
- القصة المستقيمة على موقع روتن توميتوز (الإنجليزية)
- القصة المستقيمة على موقع نتفليكس (الإنجليزية)
- القصة المستقيمة على موقع قاعدة بيانات الأفلام العربية
- القصة المستقيمة على موقع ألو سيني (الفرنسية)
- القصة المستقيمة على موقع Turner Classic Movies (الإنجليزية)
- القصة المستقيمة على موقع أول موفي (الإنجليزية)
- القصة المستقيمة على موقع بوكس أوفيس موجو (الإنجليزية)
- القصة المستقيمة على موقع فيلمافينيتي (الإسبانية)